# Sélection de la ville hôte pour les Jeux olympiques d'hiver de 1984
Le processus de sélection pour les Jeux olympiques d'hiver de 1984 comprend trois villes et voit celle de Sarajevo au République fédérative socialiste de Yougoslavie sélectionnée aux dépens de Sapporo au Japon et de Göteborg en Suède. La sélection est réalisée lors de la 80e session du CIO à Athènes en Grèce, le 18 mai 1978.

## Résultats du scrutin
| Ville    | Pays        | 1er tour | 2e tour |
| -------- | ----------- | -------- | ------- |
| Sarajevo | Yougoslavie | 31       | 39      |
| Sapporo  | Japon       | 33       | 36      |
| Göteborg | Suède       | 10       | —       |